# Tiquequê
Tiquequê é um grupo musical e de artes cênicas brasileiro com um público infantojuvenil. Criado em 2000 como um quarteto, seguindo os passos do Palavra Cantada, o Tiquequê é hoje uma dupla que conta com os músicos Diana Tatit (voz e percussão corporal) e Wem (voz, violão, guitarra, e percussão corporal).

## Espetáculos
- Toc Patoc (2001)
- Tu toca o quê (2008)
- Canta Outra (2011)
- O gigante (2015)
- Barulhinho, Barulhão (2017)
- Todo Dia (2022)[7]
- Bailamos (2024)[8]

## Discografia
- Tiquequê (2008)[9]
- Era uma Vez um Gigante (2013)[10]
- Barulhinho, Barulhão (2019)[11]
- Todo Dia (2021)[12]
- Tiquequê Canta Cantigas (2022)[6]

## Filmografia
- Tu Toca o Quê? (2011)[13]
- Era uma Vez um Gigante (2013)[10]
- O Gigante - Ao Vivo (2015), com participações de Palavra Cantada e Barbatuques[14]